# کالسادا د کالاتراوا
کالسادا د کالاتراوا (انگلیسی: Calzada de Calatrava) دهستانی در استان سیوداد رئال در بخش خودمختار کاستیا-لا مانچا است که ۴٬۵۶۸ نفر جمعیت دارد.